# كيان أحمد حازم
كيان أحمد حازم باحث ومُترجم عراقي، وُلِد عام 1966 في مدينة بَغداد في العراقِ، وهو مِن أسرة يَرجِع أَصلها إلى مَدينَة الموصلِ. حصل الدكتور كيان على جائزة الشيخ زايد للترجمة في دورتها العاشرة سنة 2016.

## دراسته
1. ماجستير في اللغة العربيّة من قسم اللغة العربيّة / كلِّيّة الآداب / جامعة بغداد، بتقدير (امتياز) ، عام 2008 م. عُنوانُ الرسالة (مَنْهَجِيَّةُ القَرافِيِّ وجُهُودُهُ في دِراسَةِ الفُرُوقِ في اللُغَة).
2. دكتوراه في اللغة العربيّة من قسم اللغة العربيّة / كلِّيّة الآداب / جامعة بغداد، بتقدير (امتياز) ، عام 2011 م.[1]

## إصداراته

### المؤلفات
1. الخصائص [في النحو]، لِشهابِ الدِّين القَرافيِّ (ت682هـ)، دراسةٌ وتحقيقٌ بالاشتراكِ مع الأستاذ الدكتور طه محسن عبد الرحمن.
2. وَرَقاتُ أمثِلةِ التَّعارُض [في أصولِ الفِقْه]، لِسِراجِ الدِّينِ الأرمويِّ (ت682هـ)، دراسةٌ وتحقيقٌ.[1]
3. الاحتمالات اللغوية المخلة بالقطع وتعارضها عند الأصوليين.[3]
4. التقابل اللغوي في ضوء تصنيف العلاقات الدلالية وخصائصها.[4]

#### الترجمات
1. (مَعْنَى المعْنَى) لأوغدِن ورِتشاردز، المتَرجم عن اللغة الإنجليزية، صدر عن دار الكتاب الجديد المتَّحِدَة في بيروت عامَ 2015.[5]
2. (اللُغَة بينَ الدَّلالَة والتَّضْليل) دراسة نَقدية عَلَى هامِش (مَعْنَى الْمَعْنَى) لأوغدِن وَرِتشاردز مَع ترْجمة مُرَاجعَة نقدية لِلْفَيْلَسوف البريطانِي برتراند رَسِل، صدرعن دار الكتاب الجديد المتَّحِدة في بيروت عامَ 2015.[6]
3. (التقابل تحليل لغوي وسايكولوجي) تأليف: تشارلز كي أوغدن. صدر عن دار الكتاب الجديد في بيروت عام 2017.

## الجوائز
حصل الدكتور كيان أحمد حازم على جائزة الشيخ زايد للترجمة في دورتها العاشرة لعام 2016 لترجمة كتاب “معنى المعنى” عن الإنكليزية من تأليف أوغدن ورتشاردز.